# Zhang Shichuan
Zhang Shichuan, Wade-Giles: Chang Shih-ch´uan, född 1889 eller 1890, död 1953 eller 1954, var en kinesisk entreprenör, filmregissör och filmproducent och anses vara en av grundarna av kinesisk film. Han och kollegan och vännen Zheng Zhengqiu producerade den första kinesiska långfilmen, The Difficult Couple (难夫难妻), år 1913. Han var medgrundare till Mingxing år 1922, som blev det största filmproduktionsföretaget i Kina under Zhangs ledarskap.
Zhang regisserade ungefär 150 filmer under sin karriär, däribland Arbetarens kärlek (1922), som är den tidigaste kompletta kinesiska film som finns bevarad, Orphan Rescues Grandfather (1923), en av de första kinesiska kassasuccéerna, The Burning of the Red Lotus Temple (1928), den första kampsportsfilmen och Sing-Song Girl Red Peony (1931), Kinas första ljudfilm.
Efter att Mingxings studio förstördes av japanska bombningar under slaget om Shanghai år 1937, gjorde Zhang Shichuan filmer för China United Film Production Company (Zhonglian) i det japanskt ockuperade Shanghai, vilket ledde till anklagelser om landsförräderi efter den japanska kapitulationen år 1945. Han återhämtade sig aldrig från den förnedring som han upplevde att anklagelserna innebar, och dog år 1953 eller 1954.